# Zabriskie Point (álbum)
Zabriskie Point es el disco de la música de la película del mismo nombre de Michelangelo Antonioni. La edición original se realizó el enero de 1970 y fue compuesta por varios artistas, entre ellos el conjunto Pink Floyd. 
En 1997 fue reeditado con el añadido de cuatro bonus tracks, unos de Jerry García y otros de Pink Floyd, que se habían empleado en la película pero no se habían incorporado en el álbum de la época.

## Lista de canciones

### Lista de canciones de la edición de 1970
1. Pink Floyd – "Heart Beat, Pig Meat" (David Gilmour/Roger Waters/Rick Wright/Nick Mason) – 3:11
2. Kaleidoscope – "Brother Mary" (David Lindley) – 2:39
3. Grateful Dead – "Dark Star" (excerpt) (Jerry García/Mickey Hart/Robert Hunter/Bill Kreutzmann/Phil Lesh/Ron "Pigpen" McKernan/Bob Weir) – 2:30
4. Pink Floyd – "Crumbling Land" (D. Gilmour/R. Waters/R. Wright/N. Mason) – 4:13
5. Patti Page – "Tennessee Waltz" (Pee Wee King/Redd Stewart) – 3:01
6. The Youngbloods – "Sugar Babe" (Jesse Colin Young) – 2:12
7. Jerry García – "Love Scene" (Jerry Garcia) – 7:02
8. Roscoe Holcomb – "I Wish I Was a Single Girl Again" (Roscoe Holcomb/Traditional) – 1:54
9. Kaleidoscope – "Mickey's Tune" (David Lindley) – 1:40
10. John Fahey – "Dance of Death" (John Fahey) – 2:42
11. Pink Floyd – "Come in Number 51, Your Time Is Up" (David Gilmour/Roger Waters/Rick Wright/Nick Mason) – 5:01

### Pistas adicionales de la edición de 1997
1. Jerry García – "Love Scene Improvations" (Version 1) (Jerry Garcia) – 6:18
2. Jerry García – "Love Sicene Improvations" (Version 2) (Jerry Garcia) – 8:00
3. Jerry García – "Love Scene Improvations" (Version 3) (Jerry Garcia) – 7:52
4. Jerry García – "Love Scene Improvations" (Version 4) (Jerry Garcia) – 8:04
5. Pink Floyd – "Country Song" (D. Gilmour/R. Waters/R. Wright/N. Mason) – 4:37
6. Pink Floyd – "Unknown Song" (D. Gilmour/R. Waters/R. Wright/N. Mason) – 6:01
7. Pink Floyd – "Love Scene" (Version 6) (D. Gilmour/R. Waters/R. Wright/N. Mason) – 7:26
8. Pink Floyd – "Love Scene" (Version 4) (R. Wright) – 6:45